# Lomagramma leucolepis
Lomagramma leucolepis är en träjonväxtart som beskrevs av Holtt. Lomagramma leucolepis ingår i släktet Lomagramma och familjen Dryopteridaceae. Inga underarter finns listade.